# Музей на есперанто в Свитави
Музеят на есперанто в Свитави (на чешки: Muzeum esperanta ve Svitavách, на есперанто: Esperanto-Muzeo en Svitavy), е културна институция на Чешката есперантска асоциация в къщата на Отендорфер в Свитави.
Целта на музея е да запознае обществеността с международния език есперанто, предназначен за еднаква международна комуникация, за да улесни разбирателството и приятелството между хората и защитата на културите на малцинствата.

## История
Музеят се намира в приземния етаж на къщата на Отендорфер в Свитави, историческа сграда, построена през 1892 г. с подкрепата на покровителя на Свитави Валентин Осуалд Отендорфер и използвана преди това като библиотека. Сградата се управлява от Общинския музей и галерия в Свитави, с които Чешката есперантска асоциация е в тясно сътрудничество. Чешката есперантска асоциация има официално седалище в сградата от октомври 2011 г. (но не ползва офис там). Другата част от сградата се ползва за концерти и лекции, като и други събития.
Музеят е създаден с усилията на есперантистите от Свитави, с подкрепата на ръководството на град Свитави и Общинския музей и галерия в Свитави, като и Министерството на културата и Американската фондация за изследвания на есперанто.
Музеят е открит на 20 септември 2008 г. в присъствието на Херберт Майер, директор на Международния музей на есперанто във Виена.
Клубът на приятелите на есперанто в Свитави, основан през 1933 г., е активен в градския живот, като участва доброволно в работата на музея и в организирането на събития свързани с него.
В близкия град Чешка Требова има отдел „История на есперантското движение в чешките земи“, който действа като депозитар и архив, и предоставя експонати на музея в Свитави.

## Експозиция
Музейната експозиция представя произхода и историята на движението за есперанто в Чехия и в чужбина, и многостранното практическо използване на знанията за есперанто днес. В част от нея се обръща внимание на есперанто в района на Свитави, има и уникални колекционерски предмети.
Експозицията се състои главно от редки книги и печатни издания, публикувани на есперанто по целия свят и документация за есперантското движение в Чехия и другаде по света. Постепенно се изгражда колекция от колекционерски материали на есперантска тематика.
Панелите и витрините представят самата история и език, особено актуалните възможности за използване на есперанто при пътувания, лични контакти, образование, култура, колекционерство, наука и технологии и хуманитарни проекти. Включва също мултимедиен интерактивен информационен панел, библиотека с есперантска литература (с около 20 000 каталогизирани библиотечни единици) и компютърна база данни с мултимедийни документи.
В допълнение към постоянната експозиция, музеят е домакин на тематични изложби 1 – 2 пъти годишно. Провеждат се лекции и семинари по изучаване на есперанто.
През октомври 2011 г. музеят е домакин „Уикимания на есперанто“ по случай 10-годишнината от основаването на езиковата част на Уикипедия на есперанто.
- Експозиция в музея
- Експозиция в музея
- Експозиция за Отендорфер